# 알라트리
알라트리(이탈리아어: Alatri)는 이탈리아 라치오주 프로시노네도에 위치한 코무네다. 거석 아크로폴리스로 유명하다.

## 자매 도시
| - 이탈리아 알리페 - 프랑스 클리송 - 그리스 디르피스 - 프랑스 제티네 | - 프랑스 고즈 - 이탈리아 피에트렐치나 - 프랑스 생뤼미느드클리송 |